# Appellation d'origine contrôlée

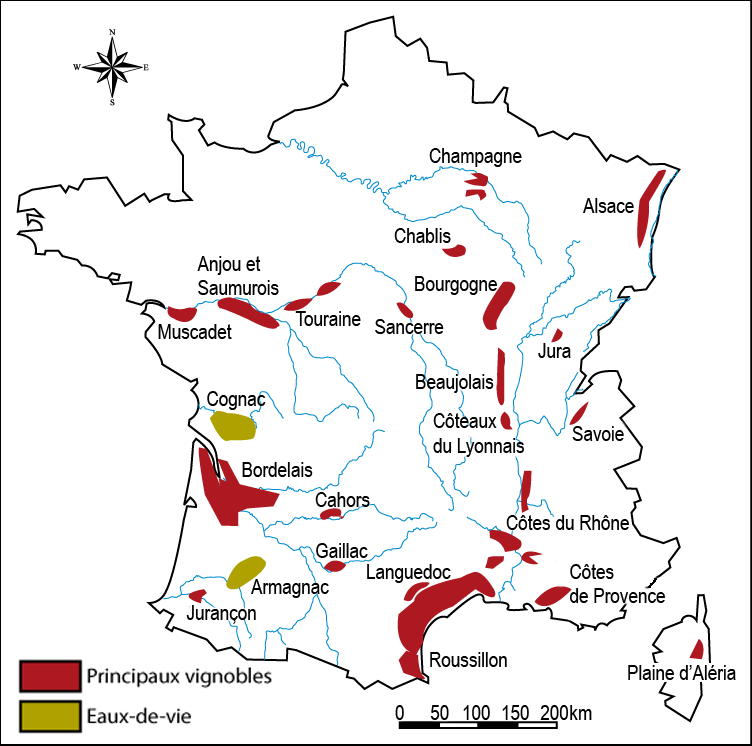
AOC nejznámějších vinařských oblastí ve Francii..

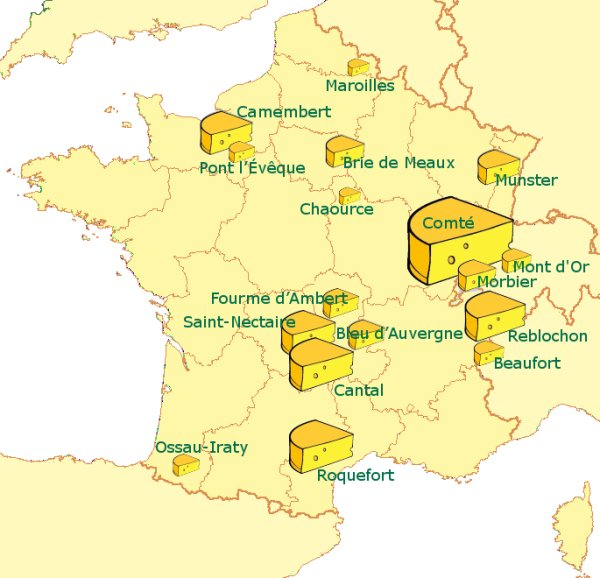
AOC známějších francouzských sýrů. Velikost symbolu odpovídá objemu produkce.

Appellation d’Origine Contrôlée [apelasjon dorižin kontrólé] (AOC), česky "chráněné označení původu" je systém, který se snaží chránit tradiční názvy a značky místních zemědělských produktů. Původně vznikl ve Francii na ochranu slavných značek vína a přesně definuje několik desítek oblastí, které tato označení smějí používat. V současné době se ve Francii chrání asi 300 druhů vína z velmi rozmanitých oblastí, od největších jako jsou Côtes du Rhône (asi 400 km2) až po ty nejmenší o rozloze několika málo hektarů. Pro užívání značky AOC platí přesná pravidla a z označené oblasti musí např. pocházet aspoň 80 % použitých hroznů, produkt se musí vyrábět tradičním postupem a být nějak vázán na místní podmínky atd.

## Historie
Na francouzské ochranné zákony z roku 1905 a 1919 navázalo založení Národní komise pro označování původu (Comité National des Appellations d'Origine, CNAO) v roce 1935, po druhé světové válce přejmenované na Národní institut (Institut National des Appellations d'Origine, INAO). V 50. až 70. letech 20. století byla tato ochrana prosazena do francouzských zákonů a od roku 1990 rozšířena i na další produkty, zejména na sýry, máslo, levanduli, med, likéry, olivový olej a další.

### Mimo Francii
Téměř současně se zavedením systému AOC ve Francii byla podobná ochrana uzákoněna ve Španělsku (oblasti Rioja 1925, Jerez/Sherry 1933) a postupně v řadě evropských zemí (Itálie, Portugalsko, Rakousko, Švýcarsko a konečně i společná legislativa Evropské unie), v Jižní Africe, v Austrálii, v USA a dalších pěstitelských zemích. Jejich společným jmenovatelem je, že se jedná o označení původu Na žádost, o něž požádaly producentské organizace a schválil je stát nebo příslušný úřad. Německý systém využívaný v mnoha dalších zemích včetně Česka a Rakouska je odlišný tím, že využívá označení původu Bez žádosti, určená přímo státem.
Po vstupu do EU uplatnila i Česká republika ochranu několika označení původu.